# James Watson Cronin
James Watson Cronin (Chicago, 29 de setembro de 1931 – 25 de agosto de 2016) foi um físico estadunidense.
Foi professor na Universidade de Chicago e recebeu o Nobel de Física de 1980, pela descoberta da chamada violação de carga (elétrica) e paridade no comportamento de partículas subatômicas denominadas méson K.

## Pesquisa e carreira
Após obter seu doutorado em 1955, Cronin se juntou ao grupo de Rodney L. Cool e Oreste Piccioni no Laboratório Nacional de Brookhaven, onde o novo acelerador de partículas Cosmotron acabara de ser concluído. Lá, ele começou a estudar a violação de paridade no decaimento de partículas de hiperon. Durante esse tempo, ele também conheceu Val Fitch, que o trouxe para a Universidade de Princeton no outono de 1958. Depois que Cosmotron sofreu falha magnética, Cronin e o grupo de Brookhaven mudaram-se para o Bevatron na Universidade da Califórnia, Berkeley durante a primeira metade de 1958. Cronin e Fitch estudaram os decaimentos do meson K neutro.
Após a descoberta, Cronin passou um ano na França, no Centre d'Études Nucléaires em Saclay. Depois de retornar a Princeton, ele continuou estudando os modos de decaimento de violação do CP neutro do meson K neutro de vida longa. Em 1971, ele voltou para a Universidade de Chicago para se tornar professor titular. Isso era atraente para ele por causa de um novo acelerador de partículas de 400 GeV sendo construído nas proximidades do Fermilab.
Quando ele se mudou para Chicago, ele começou uma longa série de experimentos na produção de partículas com alto momento transversal. Com o físico Pierre Piroue e colegas aprendeu muito. Estes estudos estão resumidos na Physical Review D, vol 19, página 764 (1977). Após esses experimentos, Cronin tirou um ano sabático no CERN em 1982-83, onde realizou um experimento para medir a vida útil do píon neutro (Physics Letters vol 158 B, página 81, 1985). Ele então mudou para o estudo dos raios cósmicos. O primeiro foi uma série de medições em busca de fontes pontuais de raios cósmicos. Nenhuma fonte foi encontrada. Um resumo das medições foi publicado em Physical Review D vol 55, página 1714 (1997). Em 1998 ele se juntou ao corpo docente da Universidade de Utah em regime de meio expediente para trabalhar na física dos raios cósmicos de energia ultra-alta e para dar início ao projeto do Observatório Pierre Auger. Sua nomeação duraria cinco anos, mas ele saiu após um ano para continuar a reunir apoio internacional para o Observatório com Alan Watson e Murat Boratav.
Cronin é um dos 20 americanos que receberam o Prêmio Nobel de Física a assinar uma carta dirigida ao presidente George W. Bush em maio de 2008, instando-o a "reverter os danos causados à pesquisa científica básica no Projeto de Lei Geral de Apropriações do Ano Fiscal de 2008 "solicitando financiamento de emergência adicional para o Departamento de Energia do Instituto de Ciência, a National Science Foundation e do Instituto Nacional de Padrões e Tecnologia dos EUA.

## Publicações
- Banner, M.; Cronin, J. W.; Liu, J. K.; & J. E. Pilcher. "Measurement of the Branching Ratio K{sub L} → γ γ ∕ K{sub L} → 3π{sup 0}", Palmer Physical Laboratory, Universidade de Princeton, Departamento de Energia dos Estados Unidos (through predecessor agency the Atomic Energy Commission), (12 de agosto de 1968).
- Banner, M.; Cronin, J. W.; Liu, J. K.; & J. E. Pilcher. "Measurement of the Branching Ratio K{sub L} → 2π{sup 0} ∕ K{sub L} → 3π{sup 0}", Palmer Physical Laboratory, Universidade de Princeton, Departamento de Energia dos Estados Unidos (through predecessor agency the Atomic Energy Commission), (14 de agosto de 1968).
- Cronin, J. W.; Frisch, H. J.; Shochet, M. J.; Boymond, J. P.; Mermod, R.; Piroue, P. A.; & R. L. Sumner. "Atomic Number Dependence of Hadron Production at Large Transverse Momentum in 300 GeV Proton--Nucleus Collisions", Enrico Fermi Institute, University of Chicago, Joseph Henry Laboratories, Universidade de Princeton, Departamento de Energia dos Estados Unidos (through predecessor agency the Atomic Energy Commission), National Science Foundation, (15 de julho 1974).
- Brun, T. O.; Carpenter, J. M.; Krohn, V. E.; Ringo, G. R.; Cronin, J. W.; Dombeck, T. W.; Lynn, J. W.; & S. A. Werner. "Measurement of Ultracold Neutrons Produced by Using Doppler-shifted Bragg Reflection at a Pulsed-neutron Source", Argonne National Laboratory, Universidade de Chicago, Universidade de Maryland, Universidade do Missouri, Departamento de Energia dos Estados Unidos, (1979).
- Cronin, J. W.; Deshpande, N. G.; Kane, G. L.; Luth, V. C.; Odian, A. C.; Machacek, M. E.; Paige, F.; Schmidt, M. P.; Slaughter, J.; & G. H. Trilling. "Report of the Working Group on CP Violation and Rare Decays", Universidade de Chicago, Universidade de Oregon, Universidade de Michigan, Centro de Aceleração Linear de Stanford (SLAC), Northeastern University, Laboratório Nacional de Brookhaven (BNL), Departamento de Energia dos Estados Unidos, (outubro 1984).